# Jure matris
Jure matris (iure matris) é uma frase em latim que significa "por direito de sua mãe" ou "por direito de sua mãe".
É comumente encontrado na lei de herança quando um título nobre ou outro direito passa de mãe para filho. Também é usado no contexto da monarquia nos casos em que uma mulher detém um título de direito próprio, mas concede o exercício do poder ao filho. Em muitas culturas, era comum que o marido de uma mulher titulada exercesse o poder em seu nome e, às vezes, após sua morte, ela permitia ao filho e herdeiro o mesmo privilégio durante sua vida.